# Izrael Sudowicz
Izrael Sudowicz (ur. 1903 w Prasze, zm. 1943 w Treblince) – polski agronom pochodzenia żydowskiego, jeden z członków obozowej konspiracji w obozie zagłady w Treblince w ramach tzw. Komitetu Organizacyjnego.
Był jednym z głównych organizatorów powstania w Treblince, w 1943 roku. 

## Życiorys
Urodził się w 1903 roku w Praszce w południowo-zachodniej Polsce. Z zawodu był agonomem. Wraz z żoną Rachelą z domu Rozenblum, mieszkał w Warszawie (przy ul. Dobrej 13).
W trakcie okupacji niemieckiej przebywał w getcie warszawskim, gdzie był kierownikiem Towarzystwa Popierania Rolnictwa wśród Żydów tzw. Toporolu, które starało się wyprodukować więcej żywności dla mieszkańców getta. W tym czasie, Sudowicz wspierał organizacje chalucowe. Współpracował z HaChaluc podczas organizacji fermy na Grochowie oraz pomógł Icchakowi Cukiermanowi w nawiązaniu odpowiednich kontaktów ze sprzyjającymi Żydom właścicielami farm.
Po deportacji do obozu zagłady w Treblince, zginęła jego 34-letnia żona Rachela, z d. Rozenblum, i 3-letnia córeczka Jehudit (w Treblince został także zamordowany brat Racheli, lekarz Izrael Rozenblum). W obozie, Izrael Sudowicz pracował jako ogrodnik, a jego wiedzę wykorzystywano w ogrodzie warzywnym w północno-wschodnim narożniku obozu.
Należał do członków-założycieli Komitetu Organizacyjnego, powołanego na przełomie lutego i marca 1943 roku przez grupę więźniów „dolnego obozu” i stanowiącego zaczątek obozowej konspiracji. Po aresztowaniu Juliana Chorążyckiego, znalazł się w odnowionym Komitecie Organizacyjnym, liczącym około dziesięciu członków (ze starego składu oprócz Sudowicza, pozostali jedynie Kurland i Salzberg). Wkrótce w szeregi konspiracji zaczęto werbować nowych członków, na skutek czego w lipcu 1943 roku jej liczebność sięgnęła około 60 osób. 
2 sierpnia 1943 zwabił jednego z SS-manów, Maxa Möllera do ogrodu warzywnego pod pretekstem, że komando kopiące ziemniaki napotkało na trudności przy pracy. Umożliwiło to spiskowcom, wdarcie się w tym czasie do obozowej zbrojowni i wykradzenie przechowywanej tam broni i amunicji. W trakcie walk, grupa Sudowicza obrzuciła granatami budynek komendantury. Sudowicz zginął w trakcie powstania w Treblince.

## Wybrana bibliografia autorska
- Hodowla królików angorskich: (praktyczne wskazówki dla hodowców) (Warszawa, „Fołkshilf”, 1935 (Warszawa: A. Rozensztajn))